# كارولين بوند داي
كارولين بوند داي (بالإنجليزية: Caroline Bond Day)‏ هي عالمة آثار أمريكية، ولدت في 18 نوفمبر 1889 في مونتغومري في الولايات المتحدة، وتوفيت في 5 مايو 1948.